# 샤롤레

샤롤레 백작 문장

샤롤레 (Charolais 또는 Charollais)는 중심 도시 샤롤레에서 이름 붙여진 프랑스의 옛 지역이며, 부르고뉴의 손에루아르 주에 위치했다.

## 역사
샤롤레는 1237년에 백작 장 1세 드 샬롱이 부르고뉴 공작 위그 4세에게 이곳을 넘겨줄때까지 프랑스의 귀족 가문 샬롱아를레 가문의 소유였다. 샤롤레 백작령은 1272년에 프랑스의 국왕 루이 9세의 막내 아들이자 부르봉 가문의 창시자 클레르몽 백작 로베르과 결혼한 위그의 손녀 베아트리스에게 상속됐다. 1314년에는 로베르의 차남 장 드 샤롤레에게 상속됐고, 그의 딸 베아트리스는 1327년 아르마냐크 백작 장 1세와 혼인했다.
장의 손자 아르마냐크 백작 베르나르 7세는 1390년에 샤롤레 백작령을 부르고뉴 공작 필리프 2세에게 매각했다. 따라서 부르고뉴 공국의 일부가 됐고 현임 공작의 법정 추정 상속인에게 주어지는 "샤롤레 백작" 작위가 생겨났다. 1477년 낭시 전투에서 마지막 발루아부르고뉴 가문의 공작 용담공 샤를이 사망한 후, 샤롤레는 루이 11세에게 공격을 당했고, 샤를의 외동딸 마리의 남편 합스부르크 가의 대공 막시밀리안 1세는 강한 저항으로 맞섰다. 부르고뉴 계승 전쟁 이후, 샤롤레는 최종적으로 1493년 상리스 조약에 따라 합스부르크 가에 속하기로 하였으나, 프랑스의 영지로 잔류했다.
샤롤레 백작령은 신성 로마 제국령 부르고뉴 백작령 (프랑슈콩테)과 공동의 역사를 공유하고 있으며, 두 지역 모두 막시밀리안의 딸 오스트리아의 마르게리타의 지참금에 속하기도 했다. 1530년 그녀가 사망한 후, 이 지역들은 그녀의 조카 카를 5세에게 넘어갔고 부르군트 관구 (스페인령 네덜란드)의 신성 로마 제국의 국가들과 함께 1569년부터는 카를의 아들 펠리페 2세 휘하에서 합스부르크령 스페인의 소유였다.
1678년 네이메헌 조약으로 부르고뉴 백작령이 프랑스 왕령지가 된 반면, 샤롤레는 1684년 부르봉 공작 루이 드 콩데가 획득했다. 루이 15세가 샤롤레를 부르고뉴 삼부회로 통합시킨 1760년 샤롤레 백작 샤를이 사망할때까지 프랑스의 군주에게 주어지지 않았다.

## 참고 자료
- Hubert Elie, Le Charolais dans l’histoire européenne (Lyon, 1956),